# SMS Kaiser Karl der Große
Az SMS Kaiser Karl der Große a Német Császári Haditengerészet egyik Kaiser Friedrich III osztályú pre-dreadnought csatahajója (korabeli német terminológia szerint Einheitslinienschiff - egységsorhajó) volt az első világháborúban. A hajó a frank uralkodóról, Nagy Károlyról kapta nevét. A Kaiser Friedrich III osztályba tartozott még az SMS Kaiser Wilhelm II, az SMS Kaiser Friedrich III, az SMS Kaiser Wilhelm der Große és az SMS Kaiser Barbarossa.
Története 1898 szeptemberében kezdődött, amikor is szolgáltba állt a Német Császári Haditengerészetnél. Az első világháború kitörésekor az ötödik német csatahajó rajban szolgált, ahol nem látott el komolyabb feladatokat. 1915-ben kivonták, majd 1916-ban megint visszatért a szolgálatba, mint börtönhajó. 1920-ban lebontották, fém részeit újrahasznosították.

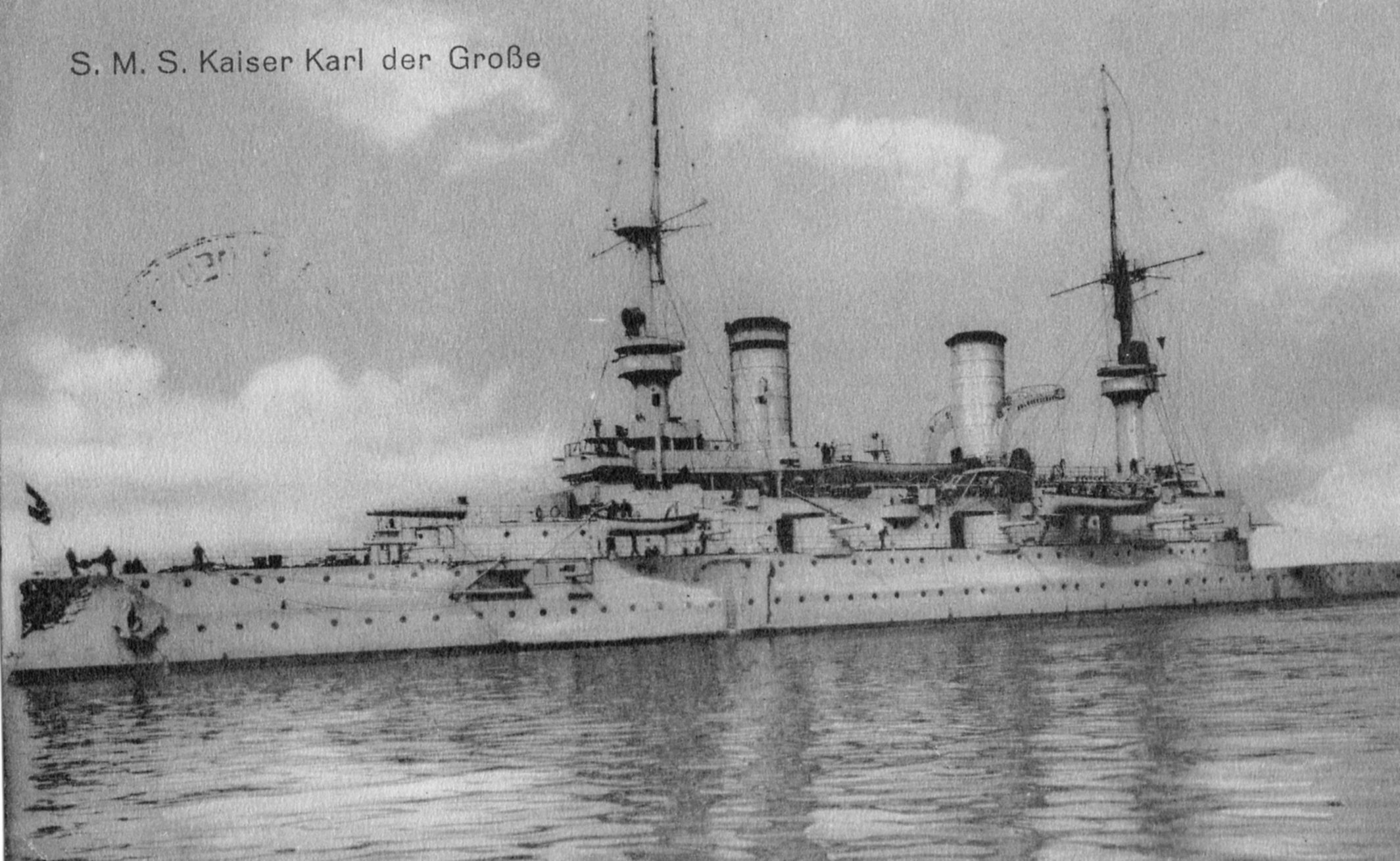
Az SMS Kaiser Karl der Große 1915-ben.

## Külső hivatkozások
- SMS Kaiser Karl der Große a Naval History honlapján (angolul)